# Węgierska Republika Rad

Okupacja przez Ententę terytorium Węgier po rozejmie w Belgradzie 13.XI.1918. Linia ciągła – linia okupacji serbsko-francuskiej i rumuńskiej ustalona w Belgradzie. Linia kropkowana – linia ultimatum Ententy z noty Vixa 20 marca 1919.

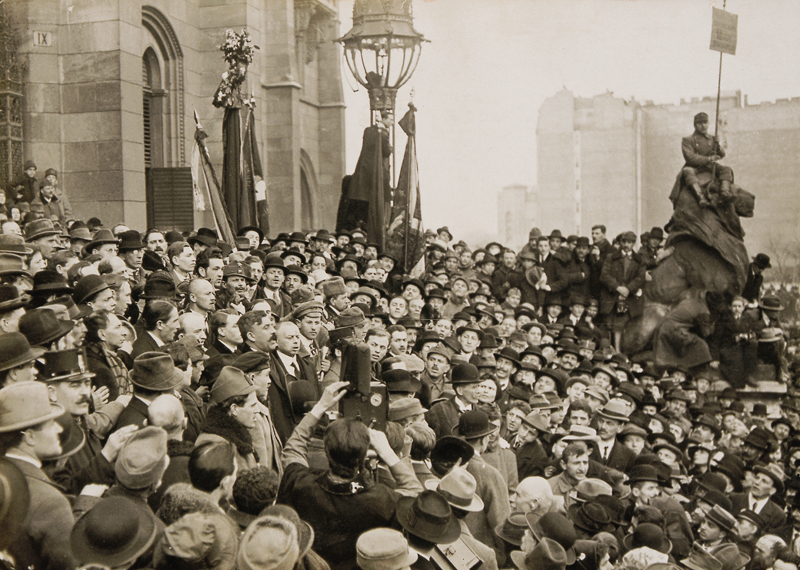
Sándor Garbai i Béla Kun proklamują powstanie Węgierskiej Republiki Rad. 21 marca 1919

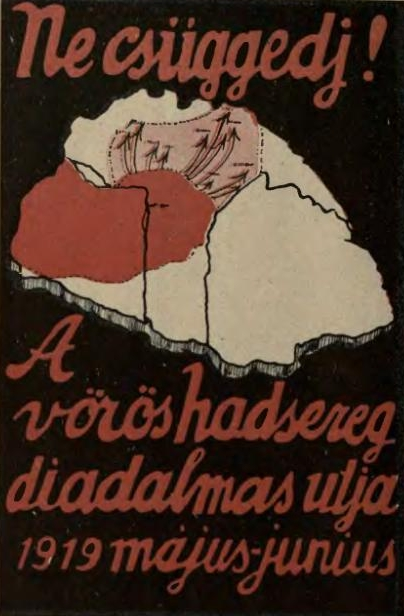
Węgierski plakat propagandowy zatytułowany Nie lękajcie się!, przedstawiający węgierską inwazję na Czechosłowację

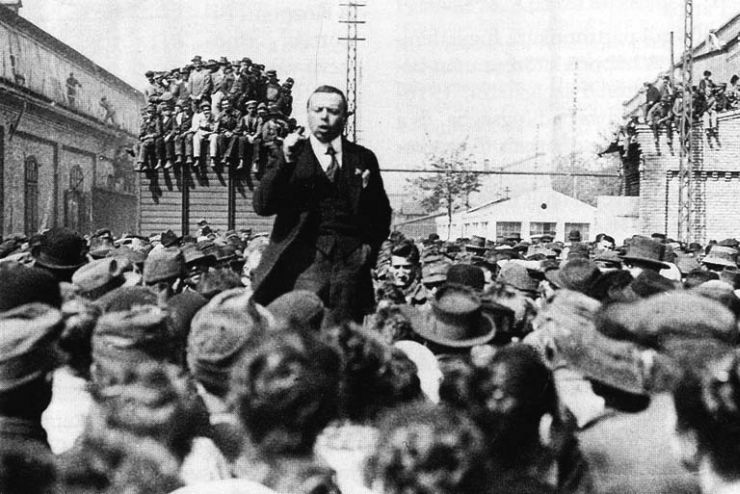
Béla Kun na wiecu w Csepel 1919

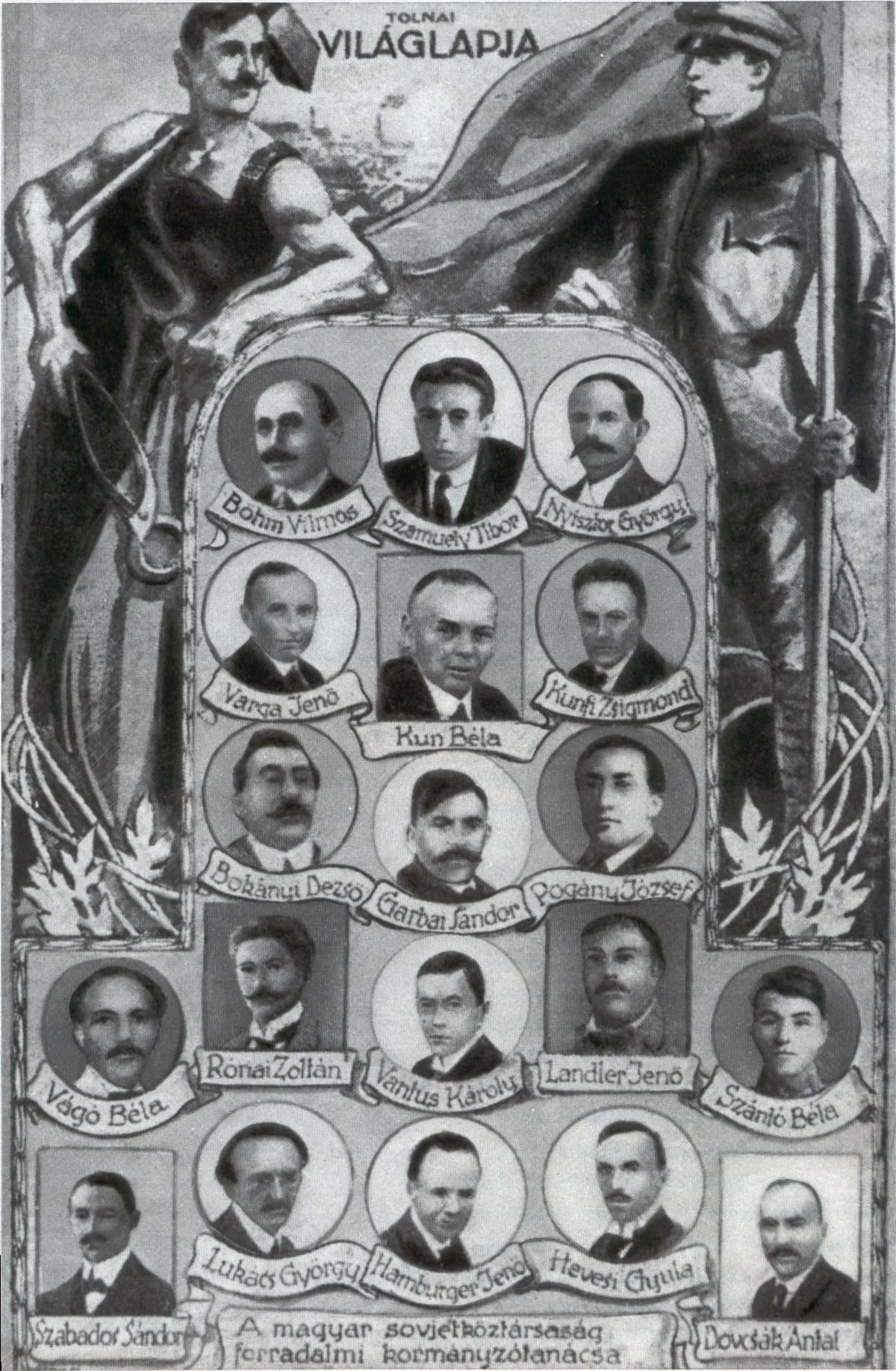
Rząd Węgierskiej Republiki Rad

Węgierska Republika Rad (węg. Magyarországi Tanácsköztársaság) – państwo komunistyczne istniejące na Węgrzech od 21 marca 1919 do 1 sierpnia 1919 (133 dni).

## Geneza
Wobec klęski Państw Centralnych w wojnie i rozkładu Austro-Węgier w październiku-listopadzie 1918 sekcja węgierska Rosyjskiej Komunistycznej Partii (bolszewików) wysłała na Węgry dwudziestu swych członków, na czele z Belą Kunem.
24 października trzy partie węgierskie: lewicowo-liberalna Partia Niepodległości-48 (pod kierownictwem hr. Mihálya Károlyiego), Obywatelska Partia Radykalna (Oszkár Jászi) i Socjaldemokratyczna Partia Węgier (Zsigmond Kunfi) powołały w Budapeszcie Węgierską Radę Narodową z liberałem i pacyfistą Mihályem Károlyim jako przewodniczącym i kandydatem na premiera. Cesarz w celu uspokojenia sytuacji powołał gen. ks. Józefa Augusta Habsburga na głównodowodzącego węgierskiej armii i swojego regenta na Węgrzech. Ks. Józef zamierzał powołać na stanowisko premiera Jánosa Hadika. Aby go od tego odwieść, 28 października stronnicy Károlyiego w liczbie ok. 1000 osób pomaszerowali w stronę Zamku budańskiego, gdzie rezydował regent. Drogę zastąpiła im na Moście Łańcuchowym policja konna, która szarżowała w tłumie i płazowała protestujących szablami, a ostatecznie żandarmi stojący na końcu mostu oddali salwę. Zginęło 5 osób, ponad 50 zostało rannych.
Wydarzenia te zyskały miano „bitwy na Moście Łańcuchowym” (Lánchídi csata) – choć sensu stricto bitwą nie były, ale były one brzemienne w skutki. Następnego dnia do Węgierskiej Rady Narodowej przyłączyła się policja, a 30 października powstała Rada Wojskowa, której oddziały zajęły ważniejsze punkty stolicy oraz uwolnili więźniów politycznych z więzienia w Józsefváros. Zaczęła się rewolucja, która przyjęła nazwę „rewolucji astrów” (Őszirózsás forradalom) – od astrów wpinanych w czapki żołnierzy.
31 października regent Józef wycofał kandydaturę J. Hadika i mianował premierem Károlyiego, który stworzył tzw. rząd ludowy z trzech partii wchodzących w skład Rady Narodowej. Tego samego dnia żołnierze zabili byłego premiera Istvána Tiszę, obwinianego za wybuch wojny największego przeciwnika politycznego nowo mianowanego premiera, we własnym domu w Budapeszcie. Károlyi zarządził śledztwo, potem kontynuowane przez Horthyego – ale nie przyniosło ono rezultatów. Rewolucja astrów zakończyła się – w zasadzie bezkrwawo: jej jedynymi ofiarami śmiertelnymi były owe pięć osób zabitych podczas „bitwy na Moście Łańcuchowym” oraz były premier Tisza.
13 listopada 1918 Karol, formalnie nie abdykując z tronu Węgier, zwolnił swych węgierskich poddanych z przysięgi. 16 listopada 1918 zdominowana przez Socjaldemokratyczną Partia Węgier Węgierska Rada Narodowa proklamowała powstanie Węgierskiej Republiki Ludowej, ogłaszając Károlyiego jej prezydentem, funkcję łączył z urzędem premiera.
Stojący na czele rządu Mihály Károlyi okazał się osobą niepopularną w społeczeństwie. W celu uspokojenia rewolucyjnych nastrojów ogłosił reformę rolną, co nie zadowoliło jednak żądań robotników. 24 listopada 1918 w Budapeszcie została utworzona Komunistyczna Partia Węgier, na której czele stanął Béla Kun. Tegoż dnia zaczął się ukazywać organ KPW Vörös Ujsag, w którym Kun ostro krytykował rząd Károlyiego. Na przełomie 1918/1919 przybyło, wśród masowo powracających do kraju z Rosji jeńców wojennych, ok. 250-300 agitatorów i emisariuszy komunistycznych, bolszewicy wsparli ponadto finansowo Komunistyczną Partię Węgier.
Rząd choć ogłosił rozwiązanie starego parlamentu i wprowadził powszechne prawo wyborcze, nie przeprowadził nowych wyborów. Nowe władze nie były w stanie rozwiązać problemów takich jak rosnące bezrobocie, wysoka inflacja i klęska głodu na wsi, nie były też w stanie zrealizować obiecywanej reformy rolnej.
Komuniści aktywnie prowadząc propagandę zyskali poparcie większej części jednostek wojska i robotników, tworząc przy tym własne oddziały paramilitarne znane jako Czerwona Gwardia.
Wraz z dalszym pogarszaniem się sytuacji państwo ogarnęła fala strajków współorganizowanych przez rodzący się ruch komunistyczny. Strajki doprowadziły do zupełnego paraliżu rządu Károlia. Károlyi podał się do dymisji po czym zastąpiony został przez Dénesa Berinkeia. Komuniści nie uznali nowego rządu i rozpoczęli proces tworzenia rad robotniczych. Znacznie wzrosła liczba członków KPW która osiągnęła 30-50 tysięcy. 20 lutego 1919 roku komuniści zorganizowali w stolicy gigantyczną manifestację. Manifestacja, której kulminacyjnym momentem było zdemolowanie przez tłum redakcji dziennika Nepszava, organu socjaldemokracji, zakończyła się starciami między demonstrantami a siłami bezpieczeństwa, broniąc budynku gazety zginęło kilku policjantów, w wyniku interwencji policji zginęło osiem osób a około 100 zostało rannych. Rząd obawiając się siłowego przejęcia władzy przez komunistów w nocy dokonał aresztowań liderów komunistycznych. Do aresztu trafił m.in. założyciel partii Béla Kun. Bela Kun i inni więźniowie zostali pobici w areszcie przez policjantów w zemście za śmierć kolegów pod redakcją Nepszava. Informacje o pobiciu aresztowanych wyszły na światło dzienne, co wywołało sympatię opinii publicznej dla poszkodowanych. 1 marca 1919 na polecenie Károlyiego złagodzono wprowadzone po 20 lutego restrykcje wobec partii komunistycznej i zezwolono na odwiedziny zatrzymanych. W konsekwencji kierowali oni z więzienia organizacją partyjną i prowadzili rozmowy polityczne z politykami współrządzącej Węgierską Republiką Ludową partii socjaldemokratycznej.

## Historia

### Proklamacja WRR

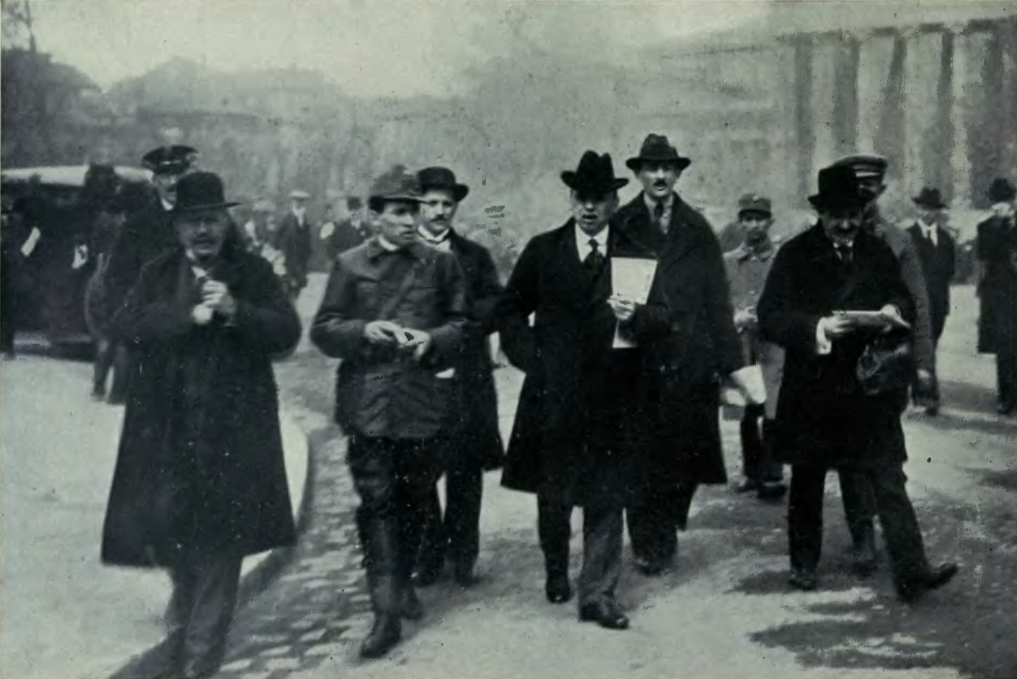
Béla Kun i Tibor Szamuely. Budapeszt, 1 maja 1919.

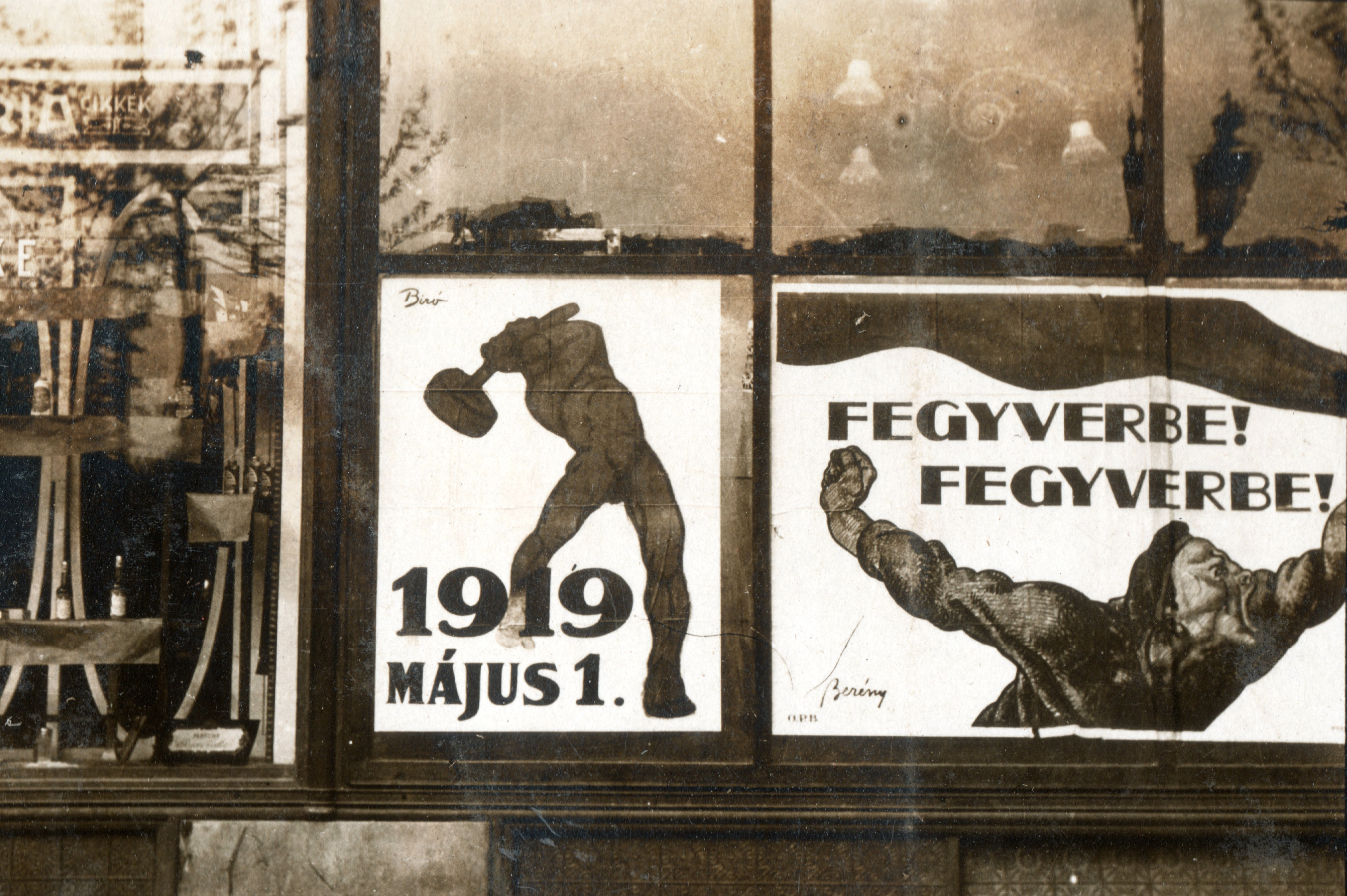
Plakaty pierwszomajowe w Budapeszcie. 1 maja 1919.

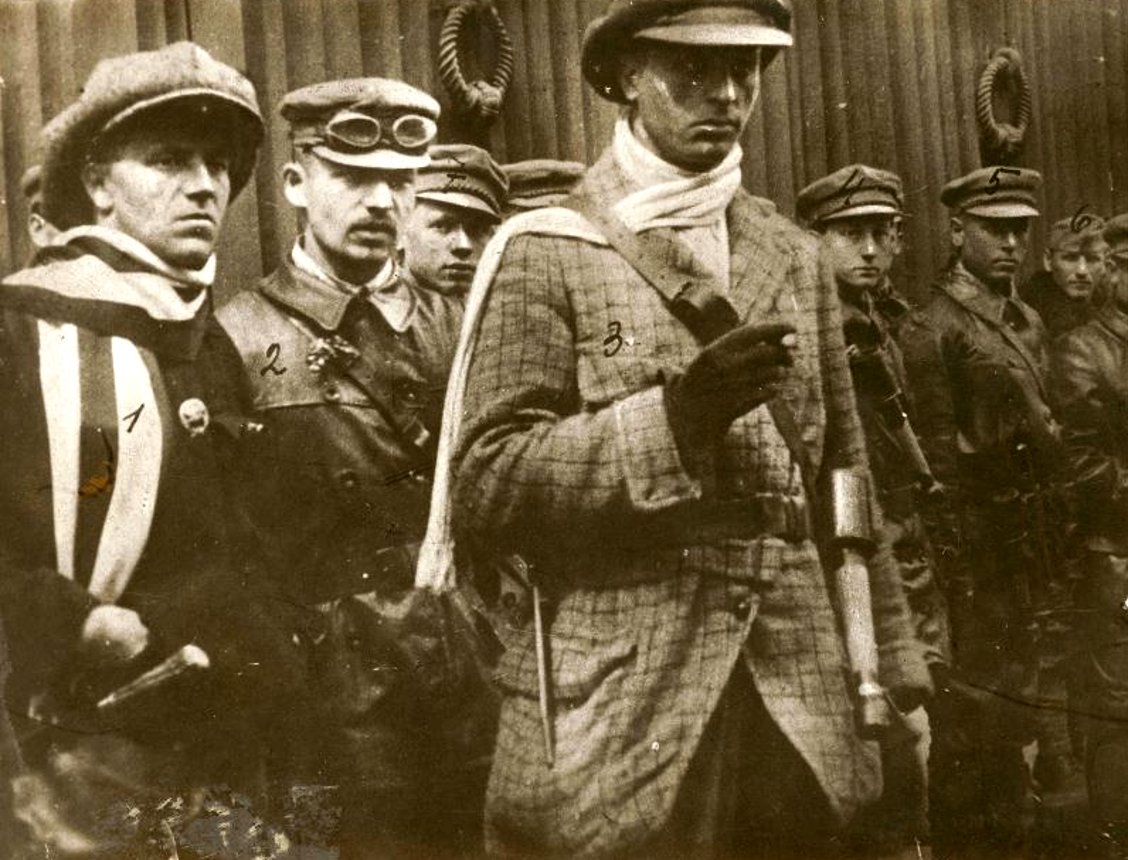
Chłopcy Lenina

20 marca 1919 roku przedstawiciel Ententy w Budapeszcie płk. Fernand Vix przedstawił Węgrom notę, zawierającą żądanie dalszego wycofania się wojsk węgierskich w głąb terytorium Węgier – całkowitego z zachodniego Siedmiogrodu i z Rusi Zakarpackiej. Nota stanowiła ultimatum, które miało być przyjęte w ciągu 24 godzin. 21 marca gabinet Dénesa Berinkeya upadł, a prezydent Mihály Károlyi powierzył misję tworzenia nowego rządu dotychczas współrządzącej Socjaldemokratycznej Partii Węgier. Tymczasem socjaldemokraci, prowadzący tajne rozmowy z uwięzionymi komunistami, tego samego dnia (21 marca) uwolnili przywódców komunistów uwięzionych po próbie puczu 22 lutego (Béla Kun) i zaproponowali im udział w koalicji rządowej. Również tego samego 21 marca 1919 komuniści i radykalni socjaldemokraci, który kontrolowali partię socjaldemokratyczną, połączyli się w jedną partię, pod nazwą Socjalistyczna Partia Węgier (węg. Magyarországi Szocialista Párt), ogłosili usunięcie z urzędu prezydenta Károlyiego i powstanie Węgierskiej Republiki Rad. Károlyi został umieszczony w areszcie domowym. Władzę objęła Rewolucyjna Rada Rządząca, złożona z komisarzy ludowych pod przewodnictwem Sándora Garbai (premiera), dotychczas działacza partii socjaldemokratycznej. Komuniści deklarowali zapewnienie pomocy przez Rosję Sowiecką w przywróceniu historycznych granic Węgier. Béla Kun, bezpośrednio po uwolnieniu, objął w rządzie teki komisarza spraw zagranicznych i komisarza spraw wojskowych, stając się de facto najważniejszą osobą w państwie.
Umiarkowani socjaldemokraci byli od 23 marca usuwani przez komunistów z rządu i administracji państwowej. W Rewolucyjnej Radzie Rządzącej żywe były nie tylko postulaty marksizmu, lecz również nacjonalizmu, stąd też WRR dążąc do utrzymania granic tzw. Wielkich Węgier popadła w konflikt z Ententą i sąsiadami. Współpraca komunistów z socjaldemokratami i rezygnacja z części komunistycznych postulatów spowodowała jedynie częściowe wsparcie (niewielką pomoc finansową) ze strony Włodzimierza Lenina i Rosji Radzieckiej, pomoc została dość szybko zawieszona.

### Wojsko
Jedną z pierwszych decyzji nowego rządu było utworzenie Armii Czerwonej. Armia wykorzystana została do walki ze stacjonującymi na Węgrzech oddziałami rumuńskimi i do uderzenia na Czechosłowację w wyniku którego z inicjatywy WRR utworzona została Słowacka Republika Rad.

### Reformy
Rząd komunistów i socjaldemokratów dokonał nacjonalizacji najważniejszych gałęzi przemysłu, stworzył podwaliny powszechnego systemu edukacji (nowy program szkolnictwa odszedł od nauczania religii, wprowadzał edukację seksualną i zawierał elementy indoktrynacji politycznej), wprowadził ośmiogodzinny dzień pracy, podniósł płace oraz wprowadził regulację cen produktów. Radykalne reformy w zakresie przemysłu nie udały się doprowadzając do spadku produkcji przemysłowej.
Kolejną z reform była reforma rolna. Reforma ta nie przebiegła tak, jak chcieli tego chłopi – rząd odmówił dystrybucji ziemi pośród nich. Kryzys związany z reformą doprowadził do zamieszek antyrządowych. Kun zareagował na nie użyciem siły, wysyłając przeciwko kontrrewolucjonistom oddziały paramilitarne znane jako Chłopcy Lenina. Tak zwany Czerwony terror na Węgrzech miał jednak relatywnie małą skalę i nie był zjawiskiem podobnym do tego prowadzonego w Rosji.

### Kres WRR
Kres rządom komunistycznym na Węgrzech położyła interwencja wojsk rumuńskich. Przyczyną interwencji był sprzeciw Węgrów wobec planowanego przez Ententę okrojenia terytorialnego kraju. Rząd Węgierskiej Republiki Rad w wojnie nie otrzymał wsparcia Rosji Sowieckiej. W wojnie rząd WRR zyskał poparcie większości stronnictw politycznych w tym konserwatystów. 30 lipca 1919 armia rumuńska przerwała front węgierski, przekraczając Cisę i kierując się na Budapeszt. 1 sierpnia 1919 roku w obliczu kryzysu Kun podał się do dymisji i zbiegł samolotem do Wiednia, pozostali członkowie rządu również udali się na terytorium Austrii. Premierem rządu socjaldemokratyczno-związkowego został Gyula Peidl. Peidl formalnie przywrócił 2 sierpnia 1919 Węgierską Republikę Ludową, proklamował rozwiązanie trybunałów rewolucyjnych i Gwardii Czerwonej, wypuścił więźniów politycznych i zadeklarował zwrot właścicielom ziemskich uprzednio znacjonalizowanych majątków.
6 sierpnia 1919 po zajęciu Budapesztu przez wojska rumuńskie István Friedrich dokonał bezkrwawego zamachu stanu z poparciem Rumunów, części wojska i policji, przy milczącej akceptacji Ententy, odsuwając rząd Gyuli Peidla, który ustąpił. Następnego dnia arcyksiążę Józef August ogłosił się regentem Węgier i mianował Friedricha na stanowisko premiera Węgier. 8 sierpnia 1919 Węgierska Republika Ludowa formalnie przestała istnieć. Po jej upadku władzę przejęły kręgi prawicowe, które zaakceptowały terytorialne żądania Ententy, sfinalizowane 4 czerwca 1920 w traktacie z Trianon. Wraz z przejęciem władzy przez prawicę doszło do aktów przemocy zwanych białym terrorem, skierowanym głównie przeciwko lewicy i mniejszościom narodowym.